# 石川公成
石川 公成（いしかわ の きみなり、生没年不詳）は、奈良時代の貴族。名は君成とも表記される。姓は朝臣。官位は従五位下・仁部少輔。

## 経歴
従五位下に叙爵後、孝謙朝末の天平勝宝9歳（757年）主税頭に任ぜられた。
淳仁朝では、仁部少輔在職中の天平宝字4年（760年）東山道巡察使を務めている。

## 官歴
注記のないものは『続日本紀』による。
- 時期不詳：従五位下
- 天平勝宝9歳（757年） 6月16日：主税頭。
- 時期不詳：仁部少輔
- 天平宝字4年（760年） 正月21日：東山道巡察使。